# پسماند صفر

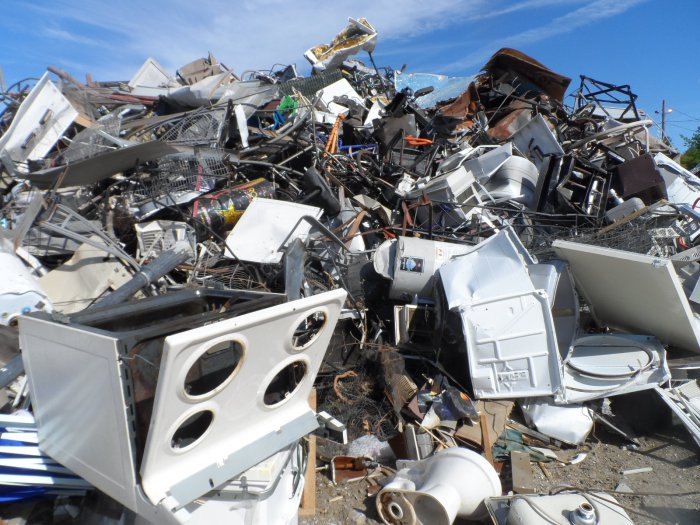
محصولات مستعمل که در یک بازیافت ضایعات فلزی ریخته می‌شوند

پسماند صفر، یا به حداقل رساندن زباله، مجموعه‌ای از اصول متمرکز بر پیشگیری از ضایعات است که طراحی مجدد چرخه‌های حیات منابع را تشویق می‌کند تا همهٔ محصولات دوباره مورد استفاده قرار گیرند (یعنی «چرخه‌سازی») و/یا دوباره استفاده شوند. هدف این جنبش جلوگیری از ارسال زباله به محل‌های دفن زباله، زباله‌سوزها، اقیانوس‌ها یا هر بخش دیگری از محیط زیست است. در حال حاضر ۹ درصد از پلاستیک جهان بازیافت می‌شود. در یک سیستم پسماند صفر، همهٔ مواد تا رسیدن به سطح بهینه مصرف دوباره استفاده می‌شوند.

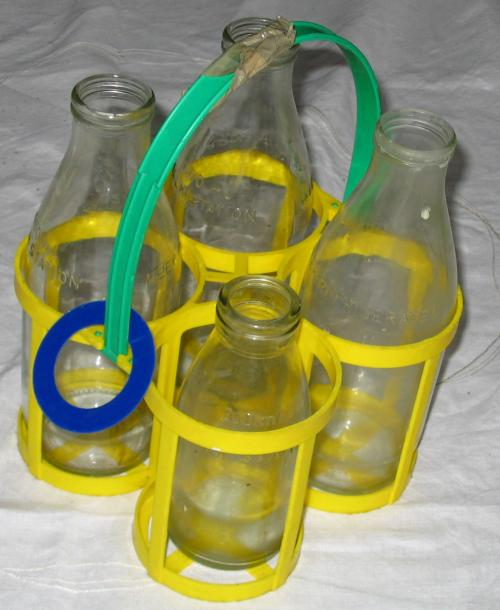
بطری‌های شیشه‌ای برگشت‌پذیر

پنج آر (5R) از Bea Johnson